# Всероссийская художественно-промышленная выставка 1882 года
XV Всероссийская художественно-промышленная выставка — московская всероссийская выставка 1882 года.

## Описание
Первоначально выставка должна была открыться в 1875 году в Москве (предыдущая выставка проходила в 1870 году в Санкт-Петербурге), но её отложили до 1880 года из-за предстоящих всемирных выставок в Филадельфии (1876) и в Париже (1878), в которых Россия приняла активное участие. Однако и к 1880 году с открытием не успели и планировали открыть выставку позже. Произошедшее в марте 1881 года покушение на императора Александра II, послужило причиной переноса её ещё на один год.
Общая площадь выставки в 11 раз превышала площадь выставки 1870 года: экспозиция была размещена в отдельных павильонах на площади в 30 га на Ходынском поле. Главной достопримечательностью выставки стало центральное выставочное здание. Оно представляло собой восемь трёхнефных павильонов, расположенных звездообразно, то есть в радиальных направлениях, и соединенных между собой двумя концентрическими галереями, образуя при этом большой центральный и восемь маленьких дворов (диаметр 298 м, площадь 35 000 м²). С двух сторон к главному зданию примыкали почти одинаковые павильоны, в одном из которых размещался машинный отдел (9600 м²), а в другом — художественный и учебный отделы (9980 м²). Все три здания были собраны из однотипных трёхпролётных металлических рам общей шириной более 31 м. Все средние, более высокие, пролёты имели верхний свет. Металлический каркас для главного здания был изготовлен на Санкт-Петербургском металлическом заводе, а павильоны машинного и художественного отделов — на московском заводе Бромлея и Брянском заводе. Общий план павильонов и проекты фасадов вырабатывались при участии А. И. Резанова, Г. Е. Паукера и И. А. Вышнеградского. Окончательный проект и рабочие чертежи были выполнены архитекторами А. Е. Вебером и А. С. Каминским, которые и осуществляли строительство всех главных павильонов. Кроме этого, выставочным комитетом было построено ещё девять главных («казённых») павильонов, среди них — павильон садоводства, дополнительный павильон кустарного отдела и два павильона для выставки животных. К главным выставочным постройкам относился и выполненный в русском стиле Императорский павильон, предназначенный для «отдохновения высочайших особ» и закрытый для посетителей; такие постройки будут возводиться на многих последующих выставках. На выставке также было сооружено 36 частных павильонов. К их проектированию привлекались известные российские зодчие; богатством отделки выделялись павильоны заведения искусственных вод Ланина, владельца фарфоровых заводов М. С. Кузнецова, известного сахарозаводчика Абрикосова. Водочный фабрикант, поставщик Двора Его Императорского Величества Штритер построил свой стенд в виде триумфальных ворот, составленных из бутылок с выпускаемой им продукцией. Большим успехом пользовалась экспозиция московской фабрики благовонных товаров «Брокар и Ко» — фонтан с одеколоном (фирма «Брокар и Ко» была награждена золотой медалью выставки). Главным украшением стенда Златоустовского оружейного завода стал огромный государственный герб России: «…Громадный гербовый орел, сделанный из ножей, вилок, клинков, кокард и других металлических военных уборов, и за этим орлом — ваза, тоже из всевозможных клинков военного оружия» (завод был отмечен двумя наградами: золотой медалью за высокое качество и отделку холодного оружия, ножевого товара и инструментов, и серебряной медалью — за применение мартеновской стали для выделки ружейных стволов и введение металлических ванн для закалки клинков). Свои павильоны построили: газоосветительный завод «Светозар», мельница товарищества «С. А. Добров и Б. И. Набгольц»; группой около отдела садоводства расположились колокольные заводы (из Ярославля — фирма «П. И. Оловянишникова сыновья», из Харьковской губернии — Рыжов, два из Москвы — Финляндский и Самгин); пивоваренный и винокуренный завод Фельзера, Варшавское промышленное общество механических и горных заводов Лильпоп, Рау и Левенштейн и Варшавский сталелитейный завод и другие.
Впервые на территории выставки появилась электрическая железная дорога, которую построила известная петербургская фирма «Сименс и Гальске» — 300-метровая линия пользовалась большой популярностью: пассажирский мини-электропоезд перевозил за сутки до 800 пассажиров.
Для удобства посетителей были сооружены концертный зал на 2 150 мест, ресторан, трактир, а также павильон администрации и экспертов, пожарное депо и другие вспомогательные постройки — в большинстве своём они отличались оригинальной архитектурой.
Торжественное официальное открытие и освящение состоялись 20 мая 1882 года. На другой день её открыли для публики и затем ежедневно за исключением трёх дней высочайшего посещения. За четыре месяца работы выставки её посетило более миллиона человек. За 131 день проведения выставки её посетили 1 077 320 человек, в том числе с платою за вход 970 107, давших сбора 256 765 рублей 5 копеек, а также бесплатных посетителей (учащиеся, фабричные рабочие и низшие военные чины) 107 198 человек.
Одними из самых посещаемых мест на выставке, названные экспертами «русский продукт», считались ресторан и трактир Лопашова. Постройка ресторана по проекту архитектора Д. И. Чичагова на средства владельца (около 205 000 рублей серебром) была начата ещё в 1880 году и окончена к открытию выставки. К обслуживанию посетителей в обычные дни привлекалось 140 официантов, в праздничные — до 200, поваров с мальчиками — до 70. Всего работало до 320 служащих. Трактир предназначался для «удовлетворения требований среднего и небогатого класса людей». Обозреватели жаловались на дороговизну, «вызывавшую всеобщее негодование», но признавали, что ресторан «оказался далеко не в состоянии поместить всех желающих внести свою посильную лепту за дорогие яства и пития».
Впервые к выставочным правилам был приложен генеральный план выставки с указанием тематического деления экспозиции. Общее количество участников достигло 5813. Уникальная экспозиция, насчитывавшая 6852 партии предметов, была тематически разбита на 14 отделов и 121 группу. Впервые выделили самостоятельный кустарный отдел (1105 предметов), который сформировали 4 губернских земства и 7 статистических комитета; он стал вторым по количеству экспонатов после отдела сельского хозяйства. Также впервые появились научно-учебный и военный отделы. Разнообразные экспонаты машинного отдела показали качественные изменения технологического развития отечественной промышленности.
Выставка стала местом синтетического взаимодействия искусств — архитектуры, скульптуры, живописи, садово-паркового ландшафта, музыки, театра, балета. Впервые сформированный художественный отдел, насчитывавший около 950 произведений, стал значительным событием в художественной жизни России. Здесь экспонировались произведения таких замечательных русских художников, как Антокольский, Брюллов[уточнить], Васнецов, Верещагин, Ге, Иванов, Крамской, Куинджи, Репин, Поленов, Прянишников, Савицкий и многие другие. Серию концертов дал симфонический оркестр под управлением А. Г. Рубинштейна.
В одном из писем к Н. фон Мекк П. И. Чайковский написал: «Для меня нет ничего антипатичнее, как сочинять ради каких-нибудь торжеств. Подумайте, милый друг! Что, например, можно написать по случаю открытия выставки, кроме банальностей и шумных общих мест? Однако ж отказать в просьбе не имею духа, и придется волей-неволей приняться за несимпатичную задачу». В начале ноября 1880 года «Торжественная увертюра» была закончена и издана. Первое исполнение этого сочинения состоялось 8 августа 1882 года, в рамках мероприятий выставки, в симфоническом концерте Московского отделения Русского музыкального общества под управлением И. К. Альтани.
Парижский Revue des Deux Mondes в подробнейшем репортаже из Москвы отмечал: «Выставка 1882 года составляет истинное торжество для промышленной России; она служит выражением громадного прогресса во всех отраслях человеческого труда за последние двадцать лет».
Выставка обошлась казне 2 945 726 рублей.